# Eulibitia sexpunctata
Eulibitia sexpunctata is een hooiwagen uit de familie Cosmetidae.